# 4670 Yoshinogawa
4670 Yoshinogawa (1987 YJ) là một tiểu hành tinh vành đai chính được phát hiện ngày 19 tháng 12 năm 1987 bởi T. Seki ở Geisei.